# Чутамат Раксат
Чутамат Раксат (род. 6 июля 1993, Накхонратчасима) — тайский боксёр. Призёр чемпионата мира 2014 и 2018 годов. Серебряный призёр Азиатских игр 2022 года.

## Карьера
Победительница национального чемпионата в весовой категории до 51 кг 2018 года.
На чемпионате мира 2014 года в Южной Корее, в весовой категории до 48 кг, завоевала бронзовую медаль.
На летних Азиатских играх в Индонезии, в 2018 году, в весовой категории до 51 кг уступила в предварительном раунде.
На 10-м чемпионате мира по боксу среди женщин в Индии, уступила в первом круге весовой категории до 48 кг спортсменке из Китая.
Предолимпийский чемпионат мира 2019 года, который состоялся в Улан-Удэ в октябре, тайская спортсменка завершила полуфинальным поединком, уступив индийской спортсменке Манжу Рани по раздельному решению судей. В результате на одиннадцатом чемпионате мира по боксу среди женщин она завоевала бронзовую медаль.
В 2022 году на Азиатских играх в Китае Чутамат завоевала серебряную медаль. 